# Virginia Fábregas García
Virginia Fábregas García (Yautepec, estat de Morelos, 17 de desembre de 1871 - Ciutat de Mèxic, 17 de novembre de 1950) va ser una actriu mexicana considerada com una "diva" del teatre a principis del segle xx, anomenada la "Sarah Bernhardt mexicana".

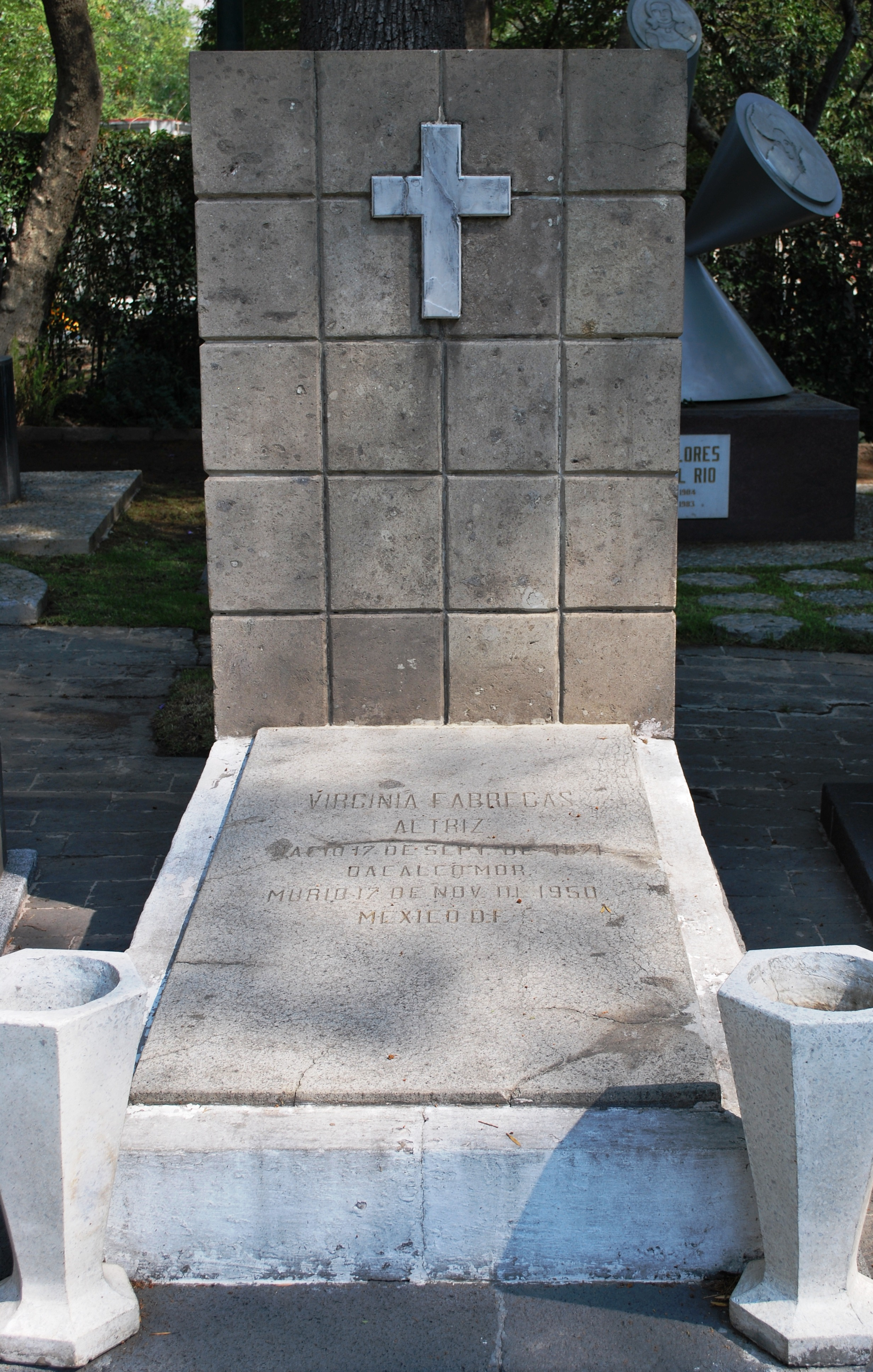
Sepulcre de Virginia Fábregas en la Rotonda de les Persones Il·lustres (Mèxic).

En els primers anys de la seva carrera va aconseguir formar la seva pròpia companyia de teatre. En l'antiga ubicació del teatre Renacimiento, va construir el seu propi teatre i a la inauguració va assistir el president de México Porfirio Díaz. Va entaular amistat amb Luis G. Urbina, José Juan Tablada, Justo Sierra, Jesús Urueta Amado Nervo. Va ser esposa de l'actor i director Francisco Cardona. La seva nora va ser l'actriu Fanny Schiller. El seu net va ser Manolo Fábregas qui també destacaria com a actor, el seu besnet és l'actor Rafael Sánchez Navarro.
El 1891, va participar en una obra benèfica en l'Asil de Captaires en el Teatre Nacional de Mèxic en recitar el monòleg Dia complet d'Eusebio Blanco. En 1892, a l'edat de 21 anys, va debutar professionalment en la comèdia Divorcémonos del dramaturg francès Victorien Sardou. El seu acompliment com a actriu, li va permetre destacar ràpidament aconseguint una gran popularitat. Va realitzar gires a Amèrica Llatina i Europa.
Va morir a l'edat de 79 anys en la Ciutat de Mèxic el 17 de novembre de 1950, les seves restes van ser inhumades en la Rotonda de les Persones Il·lustres per ordre del president Miguel Alemán Valdés. Existeix un teatre en la Ciutat de Mèxic que porta el seu nom. L'Associación Nacional de Actores va institucionalitzar el lliurament de la Medalla Virginia Fábregas en el seu honor. El seu net i el seu besnet han estat creditors al guardó.

## Obres
Les seves interpretacions més reconegudes van ser durant les representacions de:
- La dama de les camelias
- Fedora
- La mujer X
- Doña Diabla
- Quo vadis?

Va fer incursions al cinema en les pel·lícules La fruta amarga i La sangre manda. Sobre la base de la seva trajectòria artística, el govern de França li va atorgar el Premi de les Palmes Acadèmiques, així com el Reconeixement del Mèrit Civil.